# Stenus
Areus
Genre
Synonymes
- Areus Casey 1884

Stenus est un genre de coléoptères de la famille des Staphylinidae.

## Classification
Le genre Stenus est décrit en 1796 par l'entomologiste français Pierre-André Latreille,.
Selon Lee H. Herman, en 2001, c'est le plus gros genre de coléoptères, comprenant près de deux mille espèces.

### Fossiles
Selon Paleobiology Database en 2023, soixante-dix-sept collections de fossiles pour cent-dix occurrences attestant la présence de ce genre depuis le Cénomanien inférieur du Crétacé supérieur soit 99,6 Ma avant notre ère.

## Description
Stenus est un genre de coléoptères semi-aquatiques de la sous-famille des Steninae, et l'un des plus grands genres du royaume Animalia, avec quelque 2 700 espèces connues dans le monde (seul le genre de coléoptère Agrilus est de taille comparable). Ce sont des prédateurs de collemboles et d'autres petits arthropodes. Les adultes ont une lèvre saillante avec une pointe collante utilisée dans la capture des proies. Pour surmonter la fuite rapide des collemboles, la lèvre est saillie à grande vitesse (1-3 ms dans Stenus comma) par la pression de l'hémolymphe, et immédiatement retirée (retirée en 30-40 ms dans Stenus comma), tirant la proie dans la plage de les mandibules. Cependant, le bout des lèvres ne colle pas facilement aux proies couvertes d'écailles ou de poils ou qui ont une grande taille corporelle. Stenus comma est plus susceptible d'attraper de telles proies en se précipitant vers l'avant et en les attrapant directement avec ses mandibules plutôt qu'en utilisant ses lèvres. Les espèces de Stenus sont également connues pour "écumer" la surface de l'eau en utilisant leurs sécrétions de glandes pygidiennes qui agissent comme un surfactant et propulsent rapidement le coléoptère vers l'avant, un phénomène connu sous le nom d'effet Marangoni. On a vu que la Stenus comma atteint une vitesse de 0,75 m/s et couvre une distance allant jusqu'à 15 m si la sécrétion est continue,.

## Espèces fossiles
Selon Paleobiology Database en 2023, treize espèces fossiles sont référencées :
- †Stenus abraham Puthz, 2010
- †Stenus archetypus Puthz, 2010
- †Stenus atavus Puthz, 2010
- †Stenus avus Puthz, 2010
- †Stenus groehni Puthz, 2010
- †Stenus gypsi Oustalet, 1874
- †Stenus ketura Puthz, 2010
- †Stenus methusalem Puthz, 2010
- †Stenus morsei Scudder, 1900
- †Stenus noach Puthz, 2010
- †Stenus ornatus Förster, 1891
- †Stenus prodromus Heer, 1856
- †Stenus scribai von Heyden and von Heyden, 1866[2]

## Liste d'espèces
Catalogue of Life (8 janvier 2018) ne liste que les espèces suivantes :

## Galerie

Quelques espèces vivantes du genre Stenus
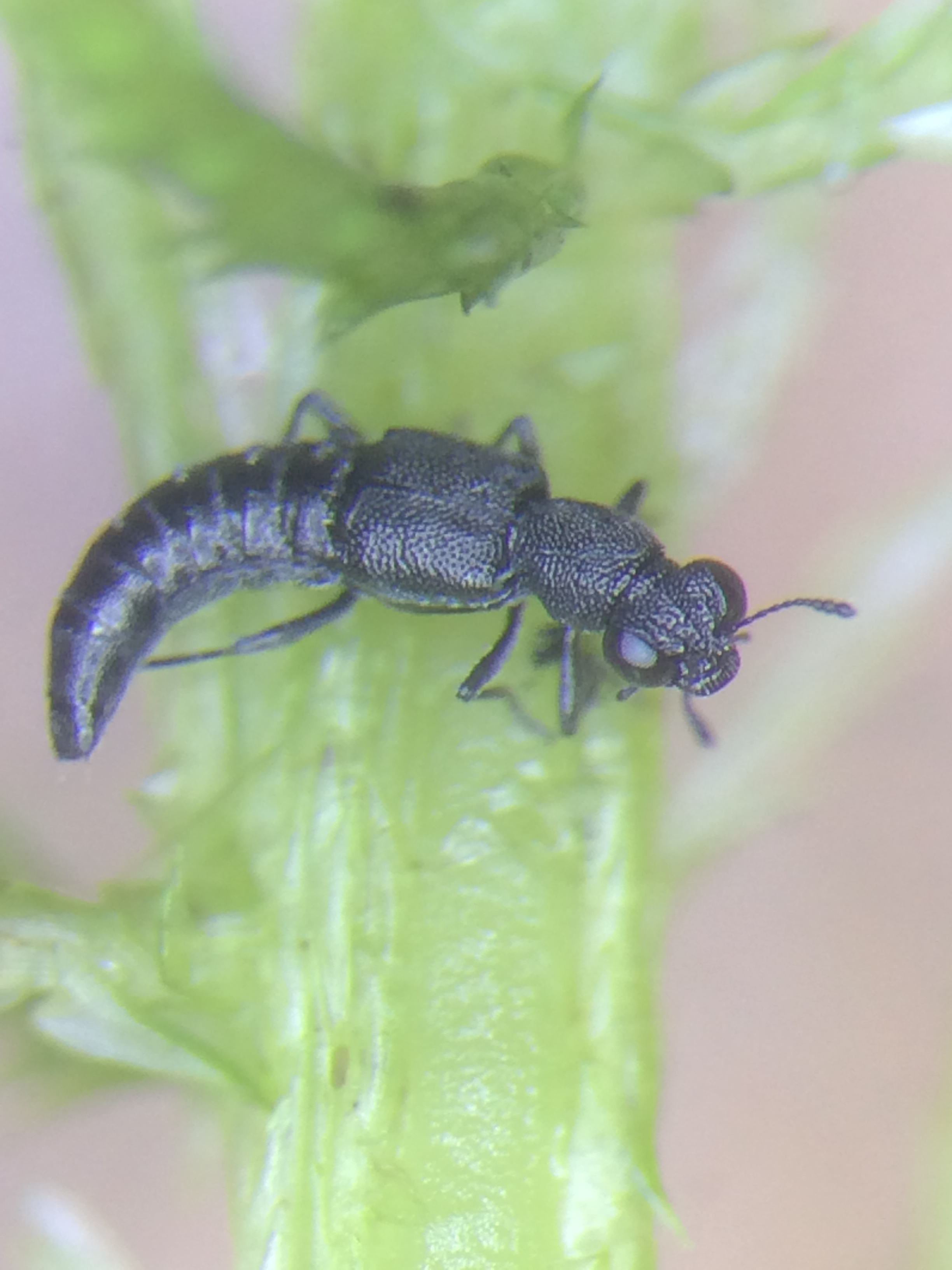
Stenus ampliventris.
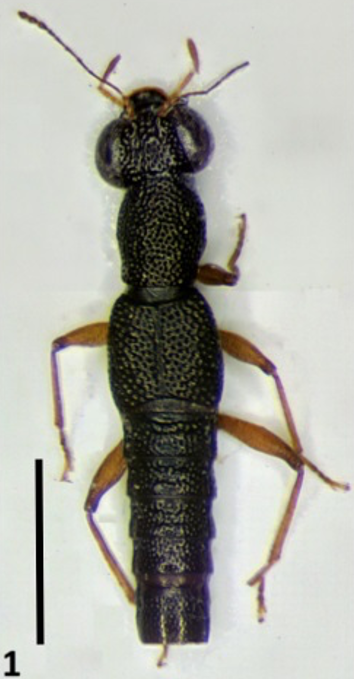
Stenus apomontis.
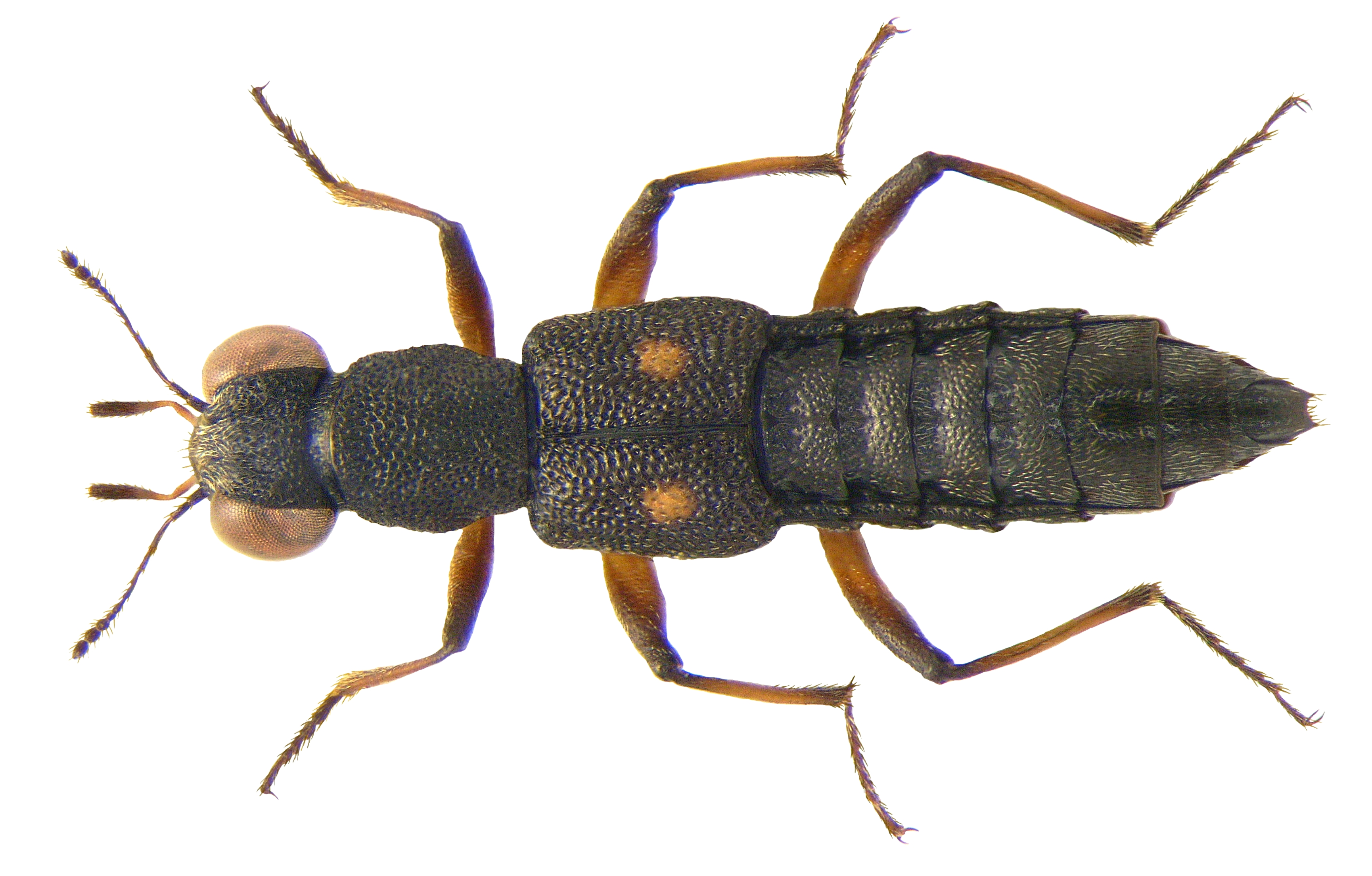
Stenus bimaculatus.
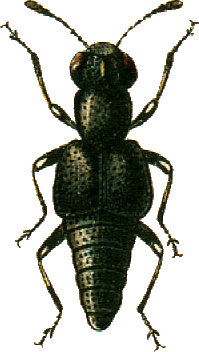
Stenus fornicatus.
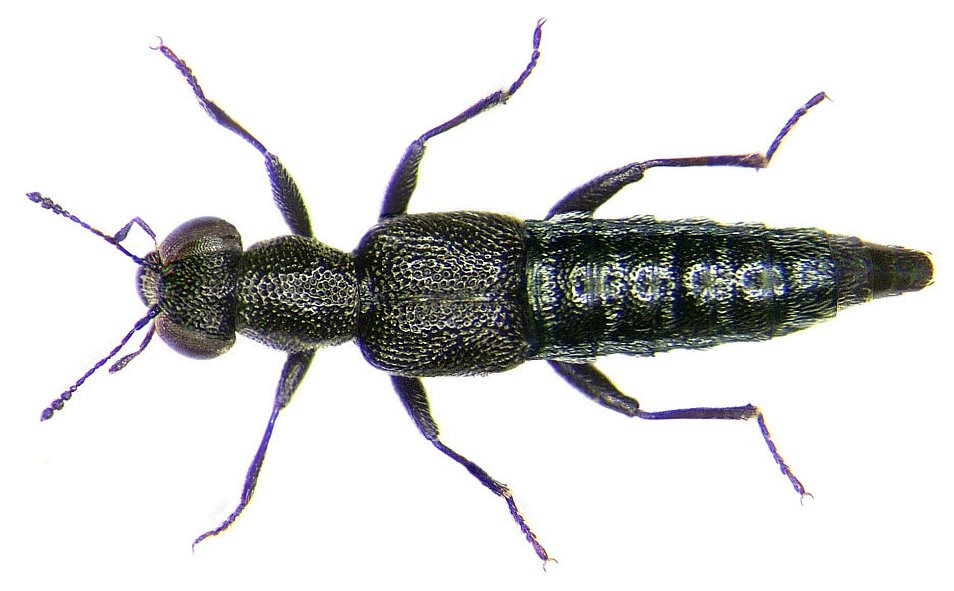
Stenus morio.
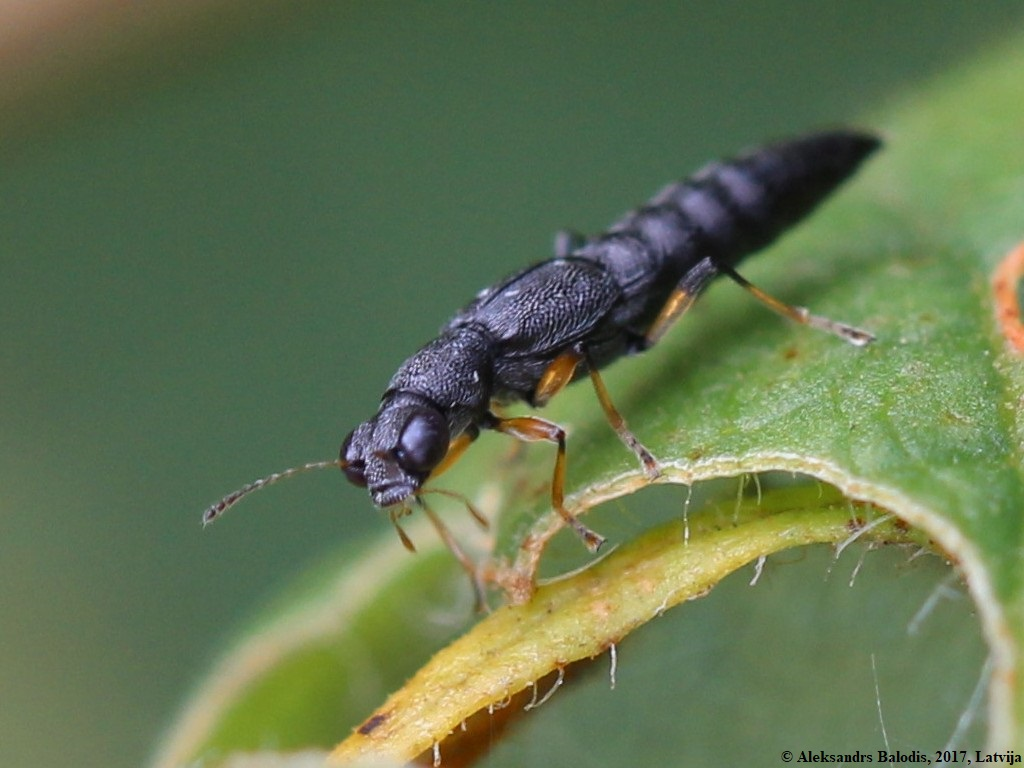
Stenus similis.

### Publication originale
- [1796] Pierre-André Latreille, Précis des Caractères Génériques des Insectes Disposés dans un Ordre Naturel, 1796, 1-201 p.